# 310222 Vasipetropoulou
310222 Vasipetropoulou este o planetă minoră (asteroid) din centura de asteroizi. A fost descoperită pe 18 ianuarie 2002 la stazione osservativa di Asiago Cima Ekar⁠(d) de . 
Obiectul prezintă o orbită caracterizată de o semiaxă mare de 3,1281902402074 UAi, o excentricitate de 0,03608399706305, o înclinație de 8,9275098767699 ° în raport cu ecliptica.